# 야치와촌
야치와촌(일본어: 八千把村)은 일본 구마모토현 야쓰시로군에 설치되었던 촌이다.

## 참고 문헌
- 角川日本地名大辞典編纂委員会, 『角川日本地名大辞典 43 熊本県』1987, 角川書店